# Judith Gough

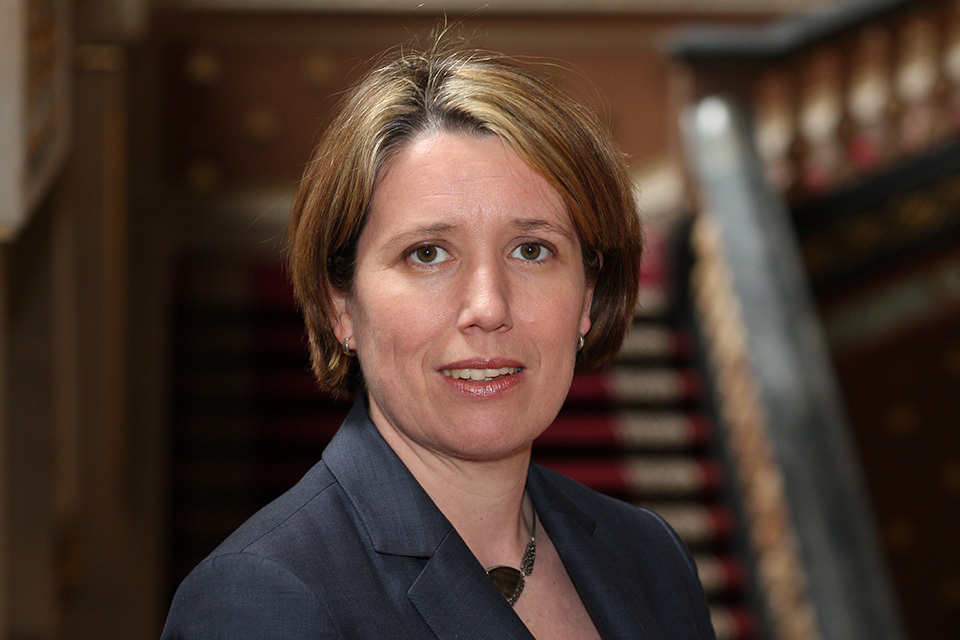
Judith Gough

Judith Gough CMG (* 8. November 1972) ist eine britische Diplomatin.

## Leben
Gough studierte an der University of Nottingham und am King’s College London. Von September 2010 bis Januar 2013 war Gough als Nachfolgerin von Denis Keefe Botschafterin in Georgien. Als Nachfolgerin von Simon Smith ist Gough seit 2015 Botschafterin in der Ukraine. Gough ist mit Julia Kleious verheiratet und hat zwei Kinder.